# کاتج گروو (مینه‌سوتا)
کاتج گروو (به انگلیسی: Cottage Grove) شهری در شهرستان واشینگتن ایالت مینه‌سوتا در کشور ایالات متحده آمریکا است که جمعیت آن در سرشماری سال ۲۰۱۰ میلادی، ۳۴۵۸۹ نفر بوده‌است.